# تد کیچل
تد کیچل (انگلیسی: Ted Kitchel؛ زاده ۲ نوامبر ۱۹۵۹) یک بازیکن بسکتبال اهل ایالات متحده آمریکا است. 